# Tomoharu Yokokawa
Tomoharu Yokokawa (jap. 横川 朝治 Yokokawa Tomoharu; ur. 10 maja 1966 w Hakubie) – japoński skoczek narciarski, a następnie trener tej dyscypliny sportu.
Początkowo uprawiał skoki narciarskie. Pierwszy skok oddał w czwartej klasie szkoły podstawowej. Na przełomie lat 80. i 90. XX wieku bez sukcesów występował w zawodach międzynarodowych niższej rangi rozgrywanych w Japonii (głównie w Sapporo).
W roli trenera współpracuje z japońskimi reprezentacjami co najmniej od sezonu 2002/2003. Wiosną 2010 został głównym trenerem reprezentacji Japonii w skokach narciarskich (jego poprzednikiem na tej pozycji był Fin Kari Ylianttila). Funkcję tę pełnił między innymi podczas Zimowych Igrzysk Olimpijskich 2014, na których Noriaki Kasai zdobył srebrny medal w konkursie indywidualnym na skoczni dużej, a japońska drużyna zdobyła brąz w rywalizacji drużynowej. Po sezonie 2017/2018 zakończył pracę na tym stanowisku i został asystentem dyrektora sportowego ds. narciarstwa klasycznego w japońskim związku narciarskim. Pracuje też w klubie narciarskim funkcjonującym przy firmie Kitano Construction (Kitano Construction Corporation Ski Club).
Jest absolwentem Uniwersytetu Meiji.